# Raif Dizdarević
Raif Dizdarević (ur. 9 grudnia 1926 w Fojnicy) – bośniacki i jugosłowiański polityk.

## Życiorys
Urodził się w Fojnicy na terenie dzisiejszej Bośni i Hercegowiny. W czasie II wojny światowej działał jako partyzant. Należał do Komunistycznej Partii Jugosławii, dyplomata, ambasador w Czechosłowacji, ZSRR i Bułgarii. W latach od 1978 do 1982 sprawował funkcję przewodniczącego Prezydium SR Bośnia i Hercegowina. W latach 1984–1988 minister spraw zagranicznych SFRJ, a w latach 1988–1989 przewodniczący Prezydium Jugosławii.